# Nadine
Nadine Emilie Voindrouh (n. 24 februarie 1977, București) este o cântăreață, precum și o actriță de teatru și film română. A debutat în showbiz în 1995, odată cu participarea la celebra emisiune „Școala Vedetelor", de la TVR 1, realizată de Titus Munteanu, care promova tineri cu voci de excepție.

## Discografie
- „Fericirea ta”
- „Honey, honey”
- „Mă gândesc la tine”
- “Sărutul tău”

## Filme
- 1994 - Oblivion
- 1996 – Oblivion 2: Backlash
- 2008 – Gunheavy
- 2011 – After...[2]

## Viața personală
Nadine s-a născut în București, tatăl său fiind de origine africană, iar mama româncă.
Nadine a rămas orfană când avea doar șase ani și a trăit într-un orfelinat. Ea a trăit în Statele Unite șapte ani.
În iunie 2011 s-a căsătorit cu omul de afaceri Dragoș Apostolescu cu care are un fiu născut în anul 2010.
Nadine a urmat un liceu de cartier pe care nu l-a finalizat cu absolvirea Bacalauretului. În 2021, dorind să își continue studiile, ea a dat din nou Bacalaureatul, după ce a urmat cursurile unui liceu privat.